# 3219 Komaki
3219 Komaki este un asteroid din centura principală, descoperit pe 4 februarie 1934 de Karl Reinmuth.